# Лоцци
Лоцци (фр. Lozzi, корс. Lozzi) — коммуна во Франции, находится в регионе Корсика. Департамент коммуны — Верхняя Корсика. Входит в состав кантона Голо-Морозалья. Округ коммуны — Корте.
Код INSEE коммуны — 2B147.

## Население
Население коммуны на 2008 год составляло 129 человек.
| 1962 | 1968 | 1975 | 1982 | 1990 | 1999 | 2006 | 2008 |
| ---- | ---- | ---- | ---- | ---- | ---- | ---- | ---- |
| 337  | 348  | 247  | 230  | 136  | 132  | 130  | 129  |

## Экономика
В 2007 году среди 59 человек в трудоспособном возрасте (15—64 лет) 40 были экономически активными, 19 — неактивными (показатель активности — 67,8 %, в 1999 году было 50,0 %). Из 40 активных работали 34 человека (22 мужчины и 12 женщин), безработных было 6 (3 мужчины и 3 женщины). Среди 19 неактивных 3 человека были учениками или студентами, 10 — пенсионерами, 6 были неактивными по другим причинам.

## Фотогалерея
- Лоцци
- Военный мемориал
- Церковь San Ghiacumu